# The Judds
The Judds è un duo vocale country statunitense, formato da Naomi Judd e da Wynonna Judd (rispettivamente madre e figlia) e che è stato in attività tra l'inizio degli anni ottanta e l'inizio degli anni novanta e tra la fine degli anni novanta e il 2011.
In totale, le Judds hanno pubblicato una trentina di album, tra album studio, raccolte ed album live. Il duo si è anche aggiudicato per cinque volte il Premio Grammy.
Tra i loro brani di maggiore successo figurano Girls Night Out, Love Is Alive, Have Mercy, Grandpa (Tell Me 'Bout the Good Old Days), Rockin' With the Rhythm in the Rain, Cry Myself to Sleep, Give a Little Love, Change of Heart e Love Can Bild a Bridge.

## Formazione
- Naomi Judd, all'anagrafe Diana Ellen Judd (Ashland, Kentucky, 11 gennaio 1946 - Nashville, 30 aprile 2022)[1][6]
- Wynonna Judd, all'anagrafe Christina Claire Ciminella, nata ad Ashland, Kentucky, il 30 maggio 1964 [1][7]

## Discografia
Album in studio
- 1984 – Why Not Me
- 1985 – Rockin' with the Rhythm
- 1987 – Heartland
- 1987 – Christmas Time with the Judds
- 1989 – River of Time
- 1990 – Love Can Build a Bridge

Album dal vivo
- 1995 – The Judds in Concert
- 2000 – The Judds Reunion Live

Compilations
- 1988 – Greatest Hits
- 1990 – The Collectors Series
- 1991 – Their Finest Collection
- 1991 – Greatest Hits Volume Two
- 1992 – From the Heart: 15 Career Classics
- 1992 – The Judds Collection 1983-1990
- 1992 – Classic Gold
- 1993 – Talk About Love
- 1993 – This Country's Rockin'
- 1994 – Live Studio Sessions
- 1994 – Reflections
- 1994 – Christmas with The Judds & Alabama (con gli Alabama)
- 1994 – The Judds: Number One Hits
- 1995 – The Essential Judds
- 1996 – Spiritual Reflections
- 2008 – Greatest Hits: Limited Edition
- 2011 – I Will Stand by You: The Essential Collection
- 2017 – All-Time Greatest Hits
- 2018 – The Biggest Hits of The Judds
- 2022 – Love Can Build a Bridge: Best of The Judds

EP
- 1984 – Wynonna & Naomi
- 2000 – Big Bang Boogie

## Premi e riconoscimenti[4]

### Academy of Country Music
- 1984 Top Vocal Duo
- 1985 Top Vocal Duo
- 1986 Top Vocal Duo
- 1987 Top Vocal Duo
- 1988 Top Vocal Duo
- 1989 Top Vocal Duo
- 1990 Top Vocal Duo

### Country Music Association
- 1984 Horizon Award
- 1985 Singolo dell'anno - Why Not Me
- 1985 Vocal Group dell'anno
- 1986 Vocal Group dell'anno
- 1987 Vocal Group dell'anno
- 1988 Vocal Duo dell'anno
- 1989 Vocal Duo dell'anno
- 1990 Vocal Duo dell'anno
- 1991 Vocal Duo dell'anno

### Grammy Award
- 1985 Grammy Award per la miglior performance country di un duo o gruppo - "Mama He's Crazy"
- 1986 Miglior performance country di un duo o gruppo - "Why Not Me"
- 1987 Miglior performance country di un duo o gruppo - "Grandpa (Tell Me 'Bout the Good Old Days)"
- 1989 Miglior performance country di un duo o gruppo - "Give A Little Love"
- 1992 Miglior performance country di un duo o gruppo - "Love Can Build A Bridge"